# Roman Bělor
Roman Bělor (* 9. srpna 1958 Praha) je kulturní manager, dřívější ředitel festivalu Pražské jaro. Od října 2021 poslanec Poslanecké sněmovny PČR, člen hnutí STAN.

## Život
Roman Bělor je absolventem ZDŠ v Ostrovní ulici, Gymnázia Jana Nerudy a Českého vysokého učení v Praze. Od roku 1990 se věnuje managementu kultury. Mezi léty 1990 až 2001 byl managerem a následně ředitelem Symfonického orchestru hlavního města Prahy FOK. V letech 1993 až 2001 byl předsedou Asociace ředitelů symfonických orchetrů ČR. Od roku 2001 do léta 2022 byl ředitelem festivalu Pražské jaro a místopředsedou Asociace hudebních festivalů ČR. Od podzimu 2022 je členem správní rady Pražského jara, o.p.s.
V letech 2012 až 2019 byl členem výboru Mezinárodního fondu na podporu kultury UNESCO.
Od roku 2011 je předsedou Spolku pro výstavbu nového koncertního sálu v Praze, z.s., který incioval a nadále se podílí na úsilí o výstavbu moderního hudebního a kulturního centra v Praze – Vltavské filharmonie.
Za zásluhy o rozvoj kulturní spolupráce mezi ČR a Francií byl v roce 1995 jmenován rytířem (Chevalier) a v roce 2001 důstojníkem (Officier) Řádu umění a literatury Francouzské republiky.
Roman Bělor působí od roku 1995 jako hostující pedagog na Katedře hudební produkce HAMU.
Je členem Klubu Za starou Prahu, mimořádným členem Spolku výtvarných umělců Mánes a členem vědecké rady Uměleckoprůmyslového musea v Praze.

## Politické působení
V komunálních volbách v roce 2018 kandidoval do Zastupitelstva hlavního města Prahy z 19. místa kandidátky subjektu „Spojené síly pro Prahu“ (tj. TOP 09 a STAN), ale nebyl zvolen. V těchto volbách neúspěšně kandidoval také do zastupitelstva Prahy 1, a to z 13. místa kandidátky subjektu „Starostové a nezávislí, KDU-ČSL, Iniciativa Občanů – MY, CO TADY ŽIJEME s podporou LES“.
Ve volbách do Poslanecké sněmovny PČR v roce 2021 kandidoval jako člen hnutí STAN na 11. místě kandidátky koalice Piráti a Starostové v Praze. Vlivem preferenčních hlasů však nakonec skončil pátý, a byl tak zvolen poslancem.
V komunálních volbách v roce 2022 kandidoval do Zastupitelstva hlavního města Prahy z 8. místa kandidátky hnutí STAN. Zastupitelem však zvolen nebyl. V těchže volbách neúspěšně kandidoval také do zastupitelstva Prahy 1, a to z 21. místa kandidátky subjektu „My, co tady žijeme – Starostové a nezávislí, KDU-ČSL, Iniciativa občanů“.